# 7 Seconds
7 Seconds – amerykański zespół hardcorepunkowy pochodzący z Reno (Nevada). 

## Historia
Został założony w 1979 r. przez braci Kevina Secondsa i Steve'a Youtha. Pierwszy koncert zespołu odbył się 2 marca 1980 roku. 7 Seconds w swoich utworach i postawie scenicznej stara się wnosić do subkultury hardcore'owej pozytywne ideały. Uważany jest za żyjącą legendę tego gatunku. Członkowie zespołu aktywnie działają w ruchu Straight Edge. Po wydaniu kilku albumów, pod koniec lat 80. zaczęli eksperymentować z muzyką, co spotkało się z krytyką części fanów. W ostatnich latach zespół powrócił do swoich punkrockowych korzeni. Obecnie 7 Seconds nadal są aktywni i grają koncerty w USA, Europie i Japonii.

## Dyskografia

### Demo
- Socially Fucked Up (kaseta), 1981
- Three Chord Politics (kaseta), 1981

### 7”
- Skins, Brains and Guts (Alternative Tentacles, 1982)
- Committed For Life (Squirtdown, 1983)
- Blasts From the Pasts (Positive Force, 1985)

### Albumy
- The Crew (Better Youth Organization, 1984)
- Walk Together, Rock Together (Positive Force/BYO, 1985)
- New Wind (Positive Force/BYO, 1986)
- Praise [EP] (Positive Force/BYO, 1986)
- Live: One Plus One (Positive Force/Giant, 1987)
- Ourselves (Restless, 1987)
- Soulforce Revolution (Restless, 1989)
- Old School (Headhunter/Cargo, 1991)
- Out the Shizzy (Headhunter/Cargo, 1993)
- alt.music.hardcore (Headhunter/Cargo, 1995)
- The Music, The Message (Immortal/Epic, 1995)
- Good To Go (SideOneDummy, 1999)
- Scream Real Loud (SideOneDummy, 2000)
- Take It Back, Take It On, Take It Over! (SideOneDummy, 2005)

### Składanki
- The Better Youth Years, 2001